# Marukawichthys ambulator
Marukawichthys ambulator är en fiskart som beskrevs av Sakamoto, 1931. Marukawichthys ambulator ingår i släktet Marukawichthys och familjen Ereuniidae. Inga underarter finns listade i Catalogue of Life.